# Tesla (månkrater)
För andra betydelser, se Tesla.
Tesla är en nedslagskrater på månens baksida. Tesla har fått sitt namn efter den serbiske uppfinnaren, Nikola Tesla.
Kratern har en diameter på ungefär 43 km.

## Satellitkratrar
| Tesla | Latitud | Longitud | Diameter |
| ----- | ------- | -------- | -------- |
| J     | 37.2° N | 126.7° Ö | 18 km    |